# 会昌
会昌（かいしょう）は、中国・唐代の元号。武宗の治世で用いられた元号。841年 - 846年。
- 5年、このころに仏教弾圧が行われる（会昌の廃仏）。

## 西暦・干支との対照表
| 会昌 | 元年  | 2年   | 3年   | 4年   | 5年   | 6年   |
| 西暦 | 841年 | 842年 | 843年 | 844年 | 845年 | 846年 |
| 干支 | 辛酉  | 壬戌  | 癸亥  | 甲子  | 乙丑  | 丙寅  |